# داني دويل (مغني)
داني دويل (بالإنجليزية: Danny Doyle) هو مغني أيرلندي، ولد في 28 أبريل 1940.

## وصلات خارجية
- داني دويل على موقع ميوزك برينز (الإنجليزية)
- داني دويل على موقع ديسكوغز (الإنجليزية)